# Lambretta

Innocenti lambretta 125.

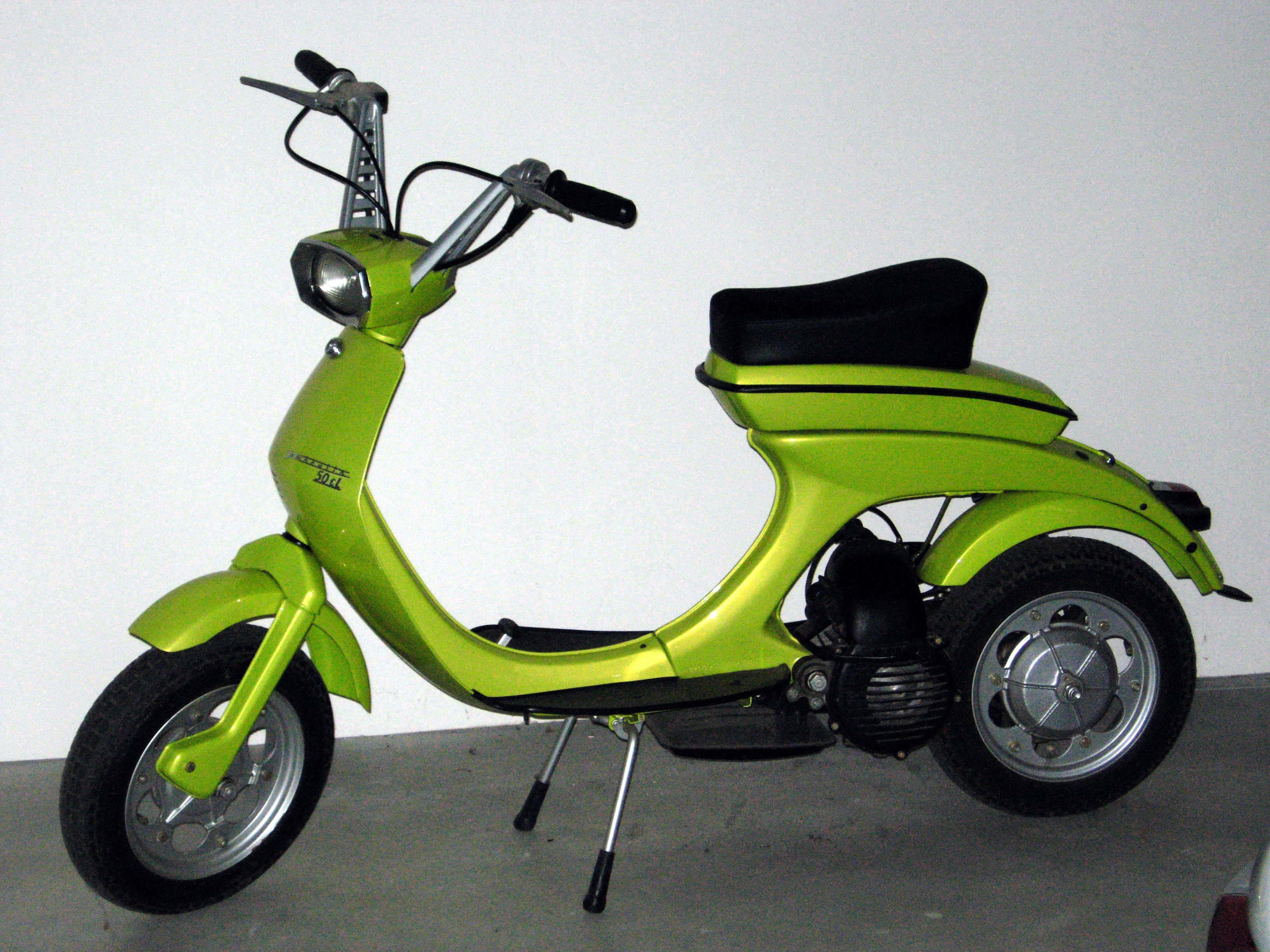
Lambretta Luna är en designklassiker.

Lambretta är en skoter, som lanserades i sin första utgåva år 1947. Lambrettan fick sitt namn efter floden Lambro, som flyter genom norra Italien och bland annat genom staden Milano, där tillverkaren Innocenti låg. Den första scootern, modell A (m), var på 125 cc och följdes upp av modeller med högre motorprestanda, större hjul (10" istället för 8") och mer karosseri (sidokåpor och så vidare).

## Historia
Lambrettan blev oerhört populär och var under många år huvudkonkurrent till Italiens andra stora skotertillverkare, Piaggio med sina olika utgåvor av deras Vespa som introducerats 1946. Den avgörande skillnaden mellan de två var att Lambrettan byggts upp kring en ram, samma koncept som traditionella motorcyklar, medan Vespan hade ett formpressat, självbärande karosseri som stomme. Detta gav Lambrettan bättre köregenskaper, något som bevisades gång på gång i tävlingssammanhang. Viktfördelningen var också till Lambrettans fördel, med motorn centralt placerad, medan Vespan hade motorn monterad på ena sidan.
Största utlandsmarknaden blev Storbritannien och det var framförallt här man efterfrågade allt motorstarkare utgåvor. 1964 lanserades därför den första 200 cc-modellen; TV200 som tillsammans med systermodellen TV175 blev först i världen med skivbroms.
Lambrettan var i sin nuvarande form ritad av Bertone. Produktionen var hög och modellerna sträckte sig från 50 cc upp till trehjuliga lastfordon (med namnet "Lambro".)
På grund av svikande marknad beslöt Innocenti sig 1971 för att avveckla skoterproduktionen, varför man sålde verktyg och rättigheter till ett indiskt företag: S.I.L. (Scooters India Limited). S.I.L. fortsatte produktionen av Lambrettan i sin sista utgåva, 200 och 150 cc fram till i början av 1990-talet. I Spanien tillverkades Lambrettan på licens under namnet "Serveta" fram till 1985. Under 1950-talet producerade även NSU Lambretta på licens i Västtyskland.

### Varumärkets senare utveckling
Vid mitten av 1990-talet och in på 00-talet har Lambretta blivit ett av Storbritanniens snabbast växande livsstilsvarumärken och har en samling produkter som omfattar kläder, skor, glasögon, väskor, hjälmar, cyklar, parfymer och klockor. Märket Lambretta förknippas med 1960-talet men har senare gjort sig till känna som ett starkt modemärke för kläder och accessoarer.